# Eriopyga prasinospila
Eriopyga prasinospila là một loài bướm đêm trong họ Noctuidae.